# 坂野重信
坂野 重信（さかの しげのぶ、1917年〈大正6年〉7月23日 - 2002年〈平成14年〉4月17日）は、日本の内務・建設官僚、政治家。自由民主党参議院議員。正三位勲一等工学博士。北栄町名誉町民。
孫は女優の坂野友香、民主党から参院選に立候補経験がある坂野真理（松下政経塾出身、医師）。真理の夫は鳥取県議会議員の坂野経三郎。

## 経歴
鳥取県東伯郡北条町（現北栄町）に生まれる。旧制倉吉中学､旧制松江高校を経て1941年（昭和16年）東京帝国大学工学部土木工学科卒業と同時に内務省採用試験に合格したが、時局を踏まえ陸軍に入隊。復員後は茨城県、大阪府勤務を経て、建設省に移り、河川計画課長、関東地方建設局長、河川局長、建設技監、建設事務次官などを歴任。1973年（昭和48年）建設省を退官する。
1974年（昭和49年）の第10回参議院議員通常選挙に自民党公認で全国区から出馬し初当選。後に鳥取選挙区に移る。連続当選5回。党内では田中角栄→竹下登→小渕恵三→橋本龍太郎派に属し、1988年（昭和63年）、竹下内閣の自治大臣兼国家公安委員会委員長として初入閣。続く宇野内閣でも再任した。その後は自民党参議院議員会長も務めた。
2000年、勲一等旭日大綬章受章。
議員在職中の2002年（平成14年）4月17日、脳梗塞のため、東京都新宿区の東京女子医科大学病院で死去した。84歳没。死没日付をもって正三位に叙された。哀悼演説は同年5月27日の参議院本会議で、角田義一により行われた。
2010年（平成22年）7月の第22回参議院議員通常選挙で、孫の坂野真理が民主党公認で鳥取県選挙区から立候補したが、落選した。2011年（平成23年）4月、真理の夫である経三郎が鳥取県議会議員に当選した。

## 選挙歴
| 当落                        | 選挙                     | 施行日        | 選挙区       | 政党       | 得票数  | 得票率 | 得票順位 /候補者数 | 比例区 | 比例順位 /候補者数 |
| --------------------------- | ------------------------ | ------------- | ------------ | ---------- | ------- | ------ | ------------------ | ------ | ------------------ |
| 当                          | 第10回参議院議員通常選挙 | 1974年7月7日  | 全国区       | 自由民主党 | 666,475 |        | 31/112             | -      | -                  |
| 当                          | 第12回参議院議員通常選挙 | 1980年7月4日  | 全国区       | 自由民主党 | 781,505 |        | 31/93              | -      | -                  |
| 当                          | 第14回参議院議員通常選挙 | 1986年7月6日  | 鳥取県選挙区 | 自由民主党 | 190,141 | 53.8   | 1/3                | -      | -                  |
| 当                          | 第16回参議院議員通常選挙 | 1992年7月26日 | 鳥取県選挙区 | 自由民主党 | 180,007 | 60.3   | 1/4                | -      | -                  |
| 当                          | 第18回参議院議員通常選挙 | 1998年7月12日 | 鳥取県選挙区 | 自由民主党 | 128,085 | 39.9   | 1/5                | -      | -                  |
| 当選回数5回 （参議院議員5） |                          |               |              |            |         |        |                    |        |                    |